# Caspiomyzon graecus
Caspiomyzon graecus är en ryggsträngsdjursart som först beskrevs av François N.R. Renaud och Economidis 20.  Caspiomyzon graecus ingår i släktet Caspiomyzon och familjen nejonögon. Inga underarter finns listade.